# La sombra sobre Innsmouth
La sombra sobre Innsmouth (en inglés originalmente The Shadow Over Innsmouth) es una novela de cinco capítulos, escrita por H. P. Lovecraft en 1931 y publicada en abril de 1936 de forma íntegra como novela. Fue la única obra de Lovecraft publicada de esta forma en vida del autor, ya que lo habitual era que sus novelas se publicasen por entregas en revistas.
La historia se ubica en el ficticio y decadente pueblo de Innsmouth, en Massachusetts, y narra el descubrimiento de los seres híbridos mitad humanos mitad peces que lo habitan.

## Argumento
En el primero de los cinco capítulos el narrador describe cómo el Gobierno estadounidense tomó el pueblo de Innsmouth a raíz de la denuncia de los hechos que él presenció allí. Narra cómo descubrió la existencia del pueblo mientras buscaba la manera más económica de llegar a Arkham, cómo comenzó a interesarse en él por razones culturales y cómo, recabando información sobre el pueblo y sus habitantes, tropezó con el recelo hacia ambos, marcado con ciertos matices supersticiosos e incluso racistas. Aun así decidió viajar a Innsmouth.
El segundo capítulo se centra en la descripción del pueblo, desde el autobús en el que viaja el narrador, como un lugar semiderruido y sucio, de calles desiertas y cuyos habitantes muestran un aspecto inusual llamado "aspecto de Innsmouth". En una tienda del pueblo encuentra trabajando a un joven foráneo del que obtiene algo de información sobre el lugar, además de un mapa del mismo. Este joven le sugiere que hable con el viejo Zadok Allen, borrachín ocioso que haraganea por el pueblo, si quiere conocer más de la historia de Innsmouth.
El tercer capítulo narra la conversación del protagonista-narrador con Zadok Allen. El anciano Zadok relata una alucinante historia del pueblo, centrando la atención sobre unos seres mitad humanos mitad peces, llamados Profundos, que habitan en el cercano Arrecife del Diablo y visitan el pueblo conforme a un pacto: traen prosperidad al pueblo en forma de pesca abundante y piezas de oro pero, a cambio, han de recibir ciertos sacrificios y debe permitírseles procrear con los habitantes humanos, dando lugar a una descendencia de progresivamente deformes seres híbridos capaces de vivir eternamente. Inicialmente, los Profundos fueron descubiertos por un grupo de polinesios, habitantes de una isla del Pacífico: estos comerciaban con Obed Marsh, marino mercante natural de Innsmouth que, una vez conocedor de la riqueza adquirida por los polinesios mediante la adoración a los Profundos, trasladó el culto a Innsmouth aprovechando una época de crisis en este pueblo. Zadok cuenta también los trágicos sucesos que siguen a la aparición de este culto y que dan lugar a su imposición total, dejando al protagonista inquieto por la narración, que cree un simple cuento.
El cuarto capítulo transcurre durante la noche, que el protagonista se ve forzado a pasar en el pueblo porque el autobús en el que llegó supuestamente tiene problemas, debiendo quedarse en el único hotel. Ya en la habitación intenta dormir sin éxito debido a su estado de alerta. Pasado un rato empieza a escuchar inquietantes movimientos y voces procedentes del pasillo y los cuartos contiguos. Sintiendo el inminente peligro, bloquea las puertas y sale por la ventana de una habitación vecina. Huye por las calles, alternando evitar ser detectado con el imitar los extraños andares de los lugareños cuando se los tropieza, buscando llegar a las vías del tren a las afueras del pueblo. Escondido junto a las mismas, espera con los ojos cerrados a que un numeroso grupo de perseguidores pase cerca, percatándose de la terrible realidad de la historia de Zadok. Cede a la tentación de abrir los ojos, viendo así a sus perseguidores: los seres de pesadilla que el anciano había descrito. Un oportuno desvanecimiento le sobreviene como consecuencia de esta visión.
El quinto capítulo empieza al día siguiente, con el despertar del protagonista, ileso, y su marcha hasta un pueblo cercano. Pasados unos años empieza a investigar su árbol genealógico, descubriendo que es descendiente de Obed Marsh. Al poco tiempo empieza a tener sueños extraños y a transformarse físicamente en uno de los seres que vio en Innsmouth. Hacia el final de la historia acepta el cambio, y decide que va a vivir eternamente en la ciudad submarina de Y'ha-nthlei, junto con un primo al que piensa liberar del manicomio, donde está internado porque se encuentra en su misma situación aunque en un estado más avanzado.

## Relación con los Mitos de Cthulhu
Dagón es presentado aquí como la deidad de los Profundos, aunque ya se le menciona por primera vez en la historia corta Dagón.

## La sombra sobre Innsmouthen la cultura popular

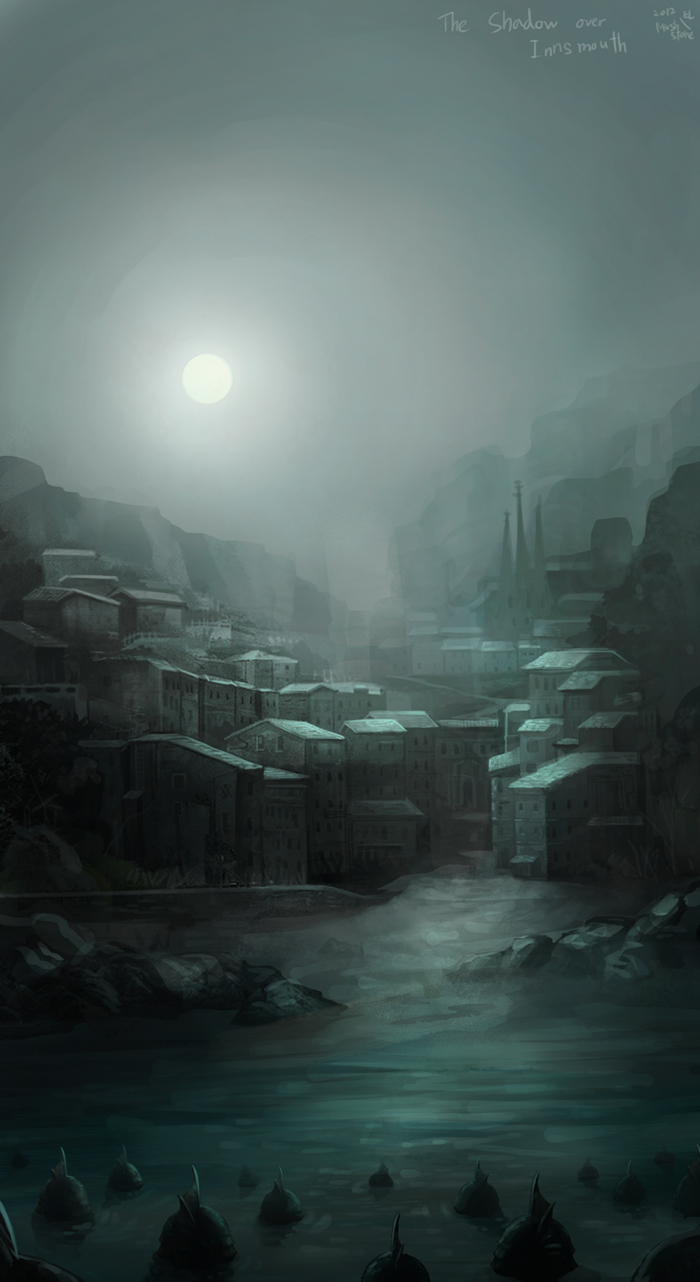
Representación artística de La sombra sobre Innsmouth
(fan art de Mushstone).

- La última zona del DLC de Bloodborne: Viejos Cazadores, "La Aldea Pesquera" está basado en esta obra de H. P. Lovecraft.

- La película Dagón, la secta del mar está basada principalmente en La sombra sobre Innsmouth
- Una parte del juego de PC y Xbox, Call of Cthulhu: Dark Corners of the Earth, está basada en La sombra sobre Innsmouth
- En 1993, Infogrames creó un juego de PC llamado Shadow of the Comet (posteriormente renombrado como Call of Cthulhu: Shadow of the Comet), el cual está inspirado en parte en La sombra sobre Innsmouth.
- La historia inspiró la canción de Metallica "The Thing That Should Not Be", publicada en el álbum Master of Puppets.
- Uno de los mejores módulos del juego de rol de mesa de Chaosium La llamada de Cthulhu se basa en La sombra sobre Innsmouth.
- La canción "Too Late for Gods", b-side del álbum Crash Love de la banda A.F.I., está inspirada en La sombra sobre Innsmouth.
- En el juego The Elder Scrolls IV Oblivion hay una misión llamada "una sombra sobre Hackdirt" que está inspirada en esta historia e incluso para pasar la misión el jugador debe vivir una experiencia parecida a la del protagonista de la obra literaria. Si entra a la iglesia de Hackdirt, encontrará un libro que habla sobre los profundos y sobre la religión de Hackdirt, que es la misma que la de Innsmouth.
- La canción "Forseen" de la banda industrial-electro God Module, está basada en el personaje protagonista de La sombra sobre Innsmouth y narra el futuro de este al viajar hacia la ciudad sumergida.
- En The Witcher, un videojuego de rol para pc basado en las historias del autor polaco Andrzej Sapkowski, el protagonista, Geralt de Rivia, por petición de la Dama del Lago, casi al final del IV capítulo debe enfrentarse a Dagón, un dios pez que habita en las ruinas hundidas de la isla.
- Haiyore! Nyaruko-san es un anime que está basado en una parodia de todos los mitos de Lovecraft. Siendo así, en el segundo episodio de la misma, Nyaruko y Mahiro usan una criatura marina llamada Dagón para llegar hasta la ciudad sumergida de R'lyeh.
- En Digimon 02 se hizo homenaje a esta novela en el capítulo 13 de la serie nombrado: La llamada de Dagón, donde Hikari es transportada al mar oscuro.
- La secuencia de apertura del episodio La casa-árbol del terror XXIX de Los simpson es una parodia de esta obra.
- Otra canción inspirada en este relato es "Innsmouth" dentro del álbum "Materia Oscura" publicado en 2011 por Parade (músico).